# Rimavica

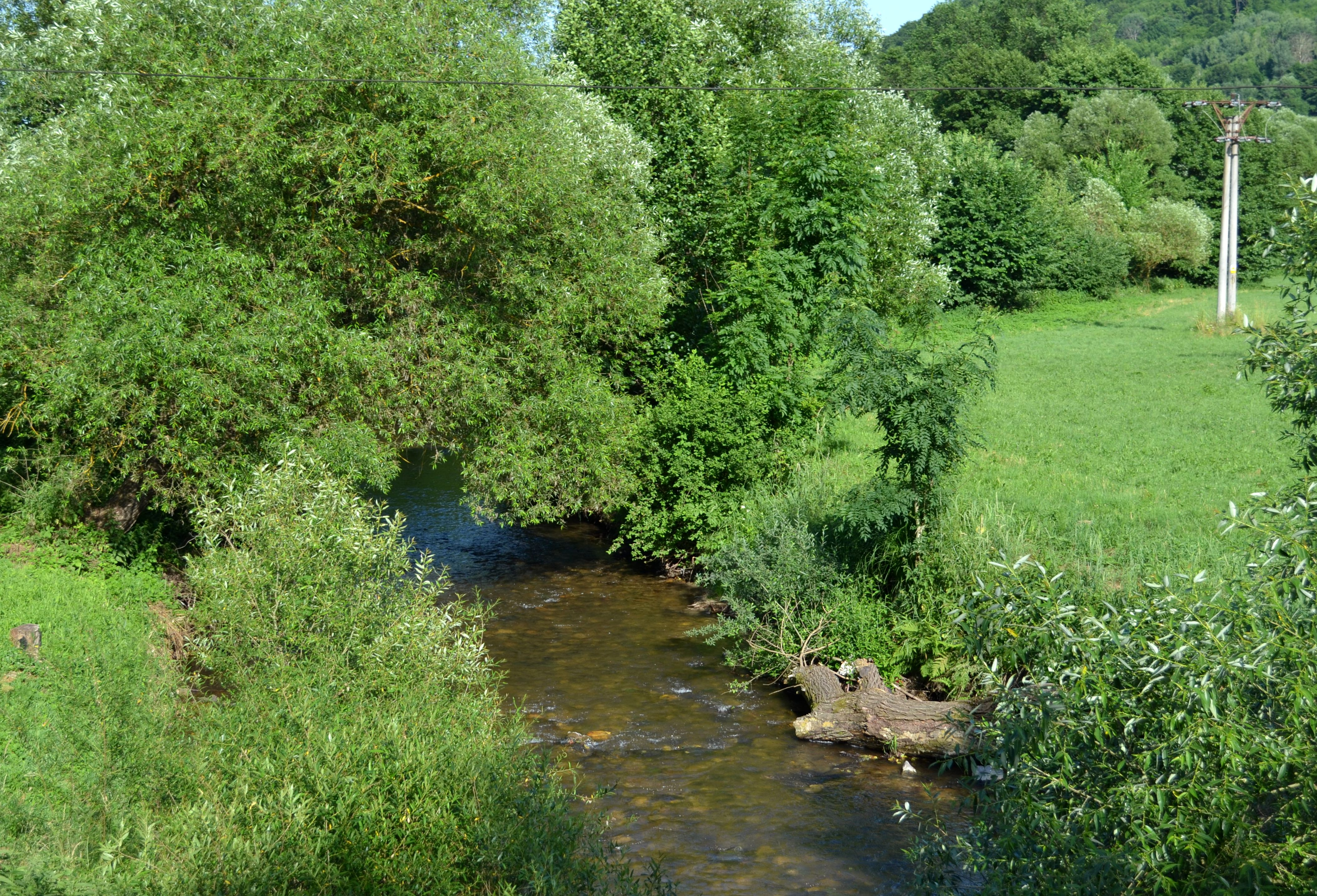
Rimavica w miejscowości Lom nad Rimavicou

Rimavica – rzeka w południowej części środkowej Słowacji, prawy dopływ Rimavy w zlewisku Morza Czarnego. Długość – 32,5 km. Charakteryzuje się czystą wodą.
Źródła Rimavicy znajdują się w Rudawach Weporskich, ok. 1,5 km na południe od wsi Lom nad Rimavicou. Leżą na wysokości ok. 1020 m n.p.m., po północnej stronie siodła szerokiej przełęczy (ok. 1045 m n.p.m.) w grzbiecie, odchodzącym ku zachodowi od szczytu Čierťaža. Po stronie południowej tej przełęczy, na wysokości ok. 1030 m n.p.m., znajduje się źródło, uznawane za początek Ipoli.
Rimavica płynie początkowo w kierunku północno-wschodnim, po czym zatacza szeroki łuk ku południowemu wschodowi. Płynie przez środkową część Rudaw Słowackich (Góry Stolickie), a następnie przez Pogórze Rewuckie. Górny tok, aż po Utekáč, w głębokiej, krętej, w większości zalesionej i zupełnie bezludnej dolinie. Niżej przepływa przez Kokavę nad Rimavicou. Uchodzi do Rimavy koło wsi Rimavská Baňa, na wysokości ok. 255 m n.p.m. Na całym biegu przybiera wiele, ale drobnych dopływów. Największe to prawostronne dopływy Zálomka, Hájsky potok, Kokavka i Liešnica.
Od Utekáča do miejsca ok. 2 km poniżej Kokavy nad Rimavicou doliną Rimavicy biegną tory linii kolejowej nr 117 A Utekáč - Łuczeniec.